# Brote de listeriosis de 2008-2009 en Chile
El brote de listeriosis en Chile de 2008-2009 fue un brote epidémico de listeriosis en ese país, provocada por la especie Listeria monocytogenes, cuya propagación se produjo principalmente a través de alimentos de origen animal, como cecinas, embutidos, quesos y otros lácteos. Hasta agosto de 2009, se registraron 164 casos, con un total de 16 personas fallecidas, entre quienes se detectaron distintas cepas de la bacteria.
Mientras que en 2008 el brote se restringió a la Región Metropolitana de Santiago, en donde predominó la cepa denominada «clon 009», en 2009 este se extendió a las regiones de Valparaíso, O'Higgins, Maule, Biobío y de la Araucanía, a través de una cepa diferente, denominada «clon 001».

## Antecedentes
El estudio de la listeriosis en el mundo es reciente, ya que los primeros análisis de la bacteria Listeria monocytogenes datan de comienzos de la década de 1980 en los Estados Unidos. Su tasa de mortalidad ronda el 25 % de los casos en adultos sanos, cifra que puede elevarse en grupos de riesgo. La listeriosis ha afectado principalmente a países del hemisferio norte, tanto en Norteamérica (Canadá y Estados Unidos), como en Europa (Francia y Suiza).
Esta enfermedad ha sido estudiada en Chile desde 1990 y se ha observado la presencia de la bacteria en helados (3,5 %), quesos blandos (0,8 %), cecinas (3,6 %) y mariscos congelados (11,6 %). Sin embargo, la normativa sanitaria no incluye esta bacteria dentro de los parámetros de vigilancia que se realizan a los alimentos, lo que sí se realiza en Estados Unidos y en los países de la Unión Europea.
| Casos de listeriosis | Casos de listeriosis      | Casos de listeriosis         |
| -------------------- | ------------------------- | ---------------------------- |
| Año                  | Santiago (Fuente: Minsal) | Total nacional (Fuente: ISP) |
| 2006                 | 26                        | 50                           |
| 2007                 | 20                        | 44                           |

Hasta el año 2007, los casos reportados en Chile se mantenían en tasas estables. El Instituto de Salud Pública (ISP) recibía anualmente menos de cincuenta muestras, mientras que en la Región Metropolitana de Santiago se promediaron veintitrés casos entre 2006 y 2007. La Clínica Alemana de Santiago de Chile recibió entre uno a dos casos por año, siendo frecuentes los pacientes recién nacidos.

## Desarrollo

### Contaminación por quesos blandos en Santiago (2008)

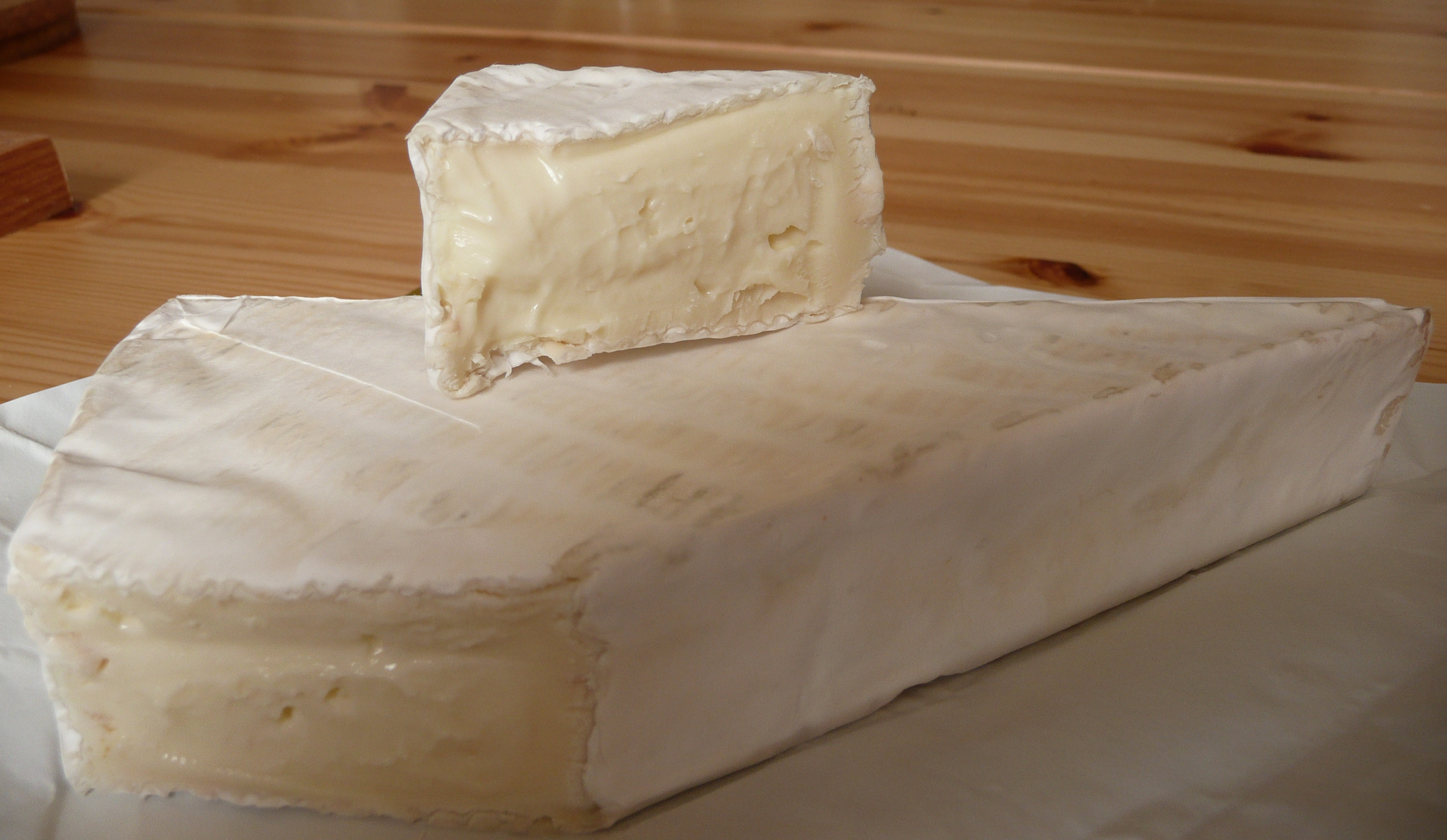
Brie, tipo de queso blando en el que se encontró Listeria a fines de 2008.

Casos de listeriosis en el Gran Santiago durante 2008.
Casos de la «cepa 009»
Casos de otras cepas

Durante el primer semestre de 2008, los casos estudiados por los centros de salud y las instituciones médicas de la Región Metropolitana de Santiago llegaron a cuadruplicarse frente a los antecedentes de años anteriores, siendo especial el aumento de la enfermedad en pacientes embarazadas.
En septiembre de 2008 la SEREMI Metropolitana de Salud tomó diversas muestras de alimentos sospechosos, siendo identificada la «cepa 009» en una variedad de queso brie. A partir de ello, el Instituto de Salud Pública (ISP) identificó las cepas en quesos blandos de la marca Chevrita y el 25 de noviembre la SEREMI ordenó el retiro del mercado de todos los quesos brie y camembert de dicha empresa, además de los productos de marcas Las Pircas y
Lescure.
Finalmente, hasta fines de 2008 se registraron 119 casos en la Región Metropolitana (no existen datos respecto al resto de Chile), de los cuales el 77 % pertenecía al sector oriente de la capital, concentrándose el mayor número en comunas caracterizadas por ser de un nivel socioeconómico alto, como Las Condes (dieciséis casos), Vitacura (doce casos), Lo Barnechea (cuatro casos), Ñuñoa (tres casos), Providencia (tres casos), La Reina (dos casos) y Peñalolén (un caso).

### Brote nacional por cecinas (2009)
| Casos confirmados listeriosis 2009 | Casos confirmados listeriosis 2009 | Casos confirmados listeriosis 2009 | Casos confirmados listeriosis 2009 |
| Fecha                              | Casos                              | Muertes                            |                                    |
| ---------------------------------- | ---------------------------------- | ---------------------------------- | ---------------------------------- |
| 23 de abril                        | 18                                 | 3                                  |                                    |
| 14 de mayo                         | 27                                 | 7                                  |                                    |
| 25 de agosto                       | 45                                 | 9                                  |                                    |

Tras la identificación del origen del «clon 009», y el posterior retiro de los productos contaminados, se apreció una baja en los casos de listeriosis durante el verano de 2009. Sin embargo, en marzo la enfermedad rebrotó, esta vez a causa de una cepa distinta a la de los quesos Chevrita, denominada «clon 001». Tras una investigación a diversas empresas, el 13 de abril el ISP señaló a la empresa Doñihue Limitada, que proveía de cecinas laminadas a Agrosuper, como fuente del nuevo brote de listeriosis, debido a una contaminación de la barra transportadora de los alimentos. A mediados de abril, el Servicio Agrícola y Ganadero (SAG) detectó la presencia de Listeria en productos de una empresa de lácteos de Frutillar, Región de Los Lagos; sin embargo, no se habían registrado casos en esa zona hasta esa fecha.

Estamos enfrentando una situación de un tipo de germen que es posible controlar con las medidas que estamos aplicando y, en ese sentido, vamos a seguir insistiendo en las acciones de prevención, educación y fundamentalmente las de fiscalización.
Michelle Bachelet, 21 de abril de 2009.

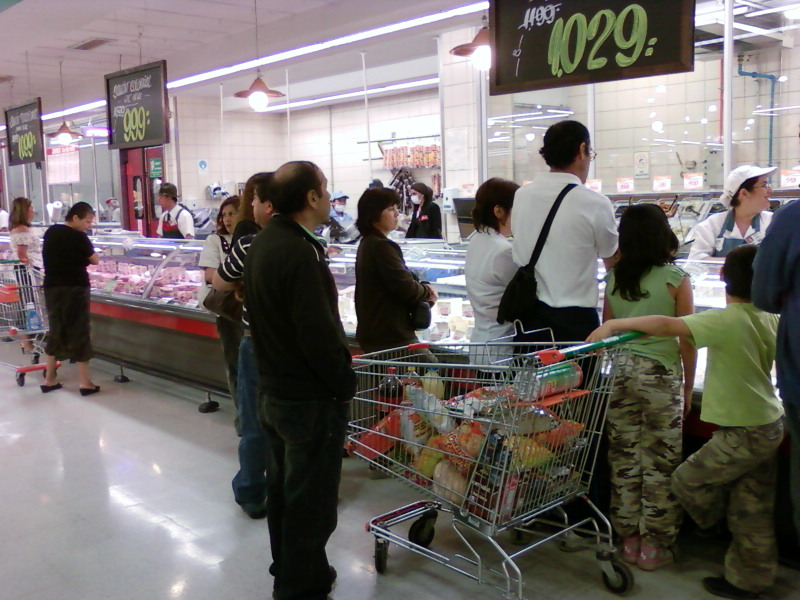
En 2009 el comercio de cecinas sufrió una baja en las ventas, que incluso afectó a las empresas sin brote de listeria.

El 23 de abril, el Ministerio de Salud emitió un informe con el estado del brote, identificando dieciocho casos y tres muertes, dos en la Región Metropolitana, y una en Rancagua, Región de O'Higgins, la primera víctima mortal por listeriosis notificada fuera de Santiago. Dos días más tarde, la cadena de supermercados Jumbo detectó que varios productos de elaboración propia, entre ellos longanizas, chorizos, carnes y salchichas, presentaban la bacteria, y fueron retirados de forma inmediata de la venta al público.
Entre el 14 y el 15 de mayo se sumaron cuatro nuevas víctimas por la enfermedad, dos de la Región Metropolitana, y dos de la Región de Valparaíso. Sin embargo, el ministro de Salud Álvaro Erazo afirmó que este no era un rebrote de la bacteria, ya que «[no] hay ningún antecedente que se pueda repetir o un tipo de consumo que apunte a alguna empresa en particular y a algún foco de contagio». El 19 de mayo salió a la luz pública un nuevo caso de listeriosis en Temuco, en el que una madre embarazada, que no presentó síntomas, le traspasó la enfermedad a su hijo antes del parto.

### Declinamiento
La propagación de la gripe A (H1N1) en el país, iniciada a mediados de mayo de 2009, sobrepasó la emergencia sanitaria de la listeriosis. Sin embargo, los especialistas recomendaron en su momento continuar con las precauciones alimenticias respecto a lácteos y cecinas, ya que el control epidémico era primordial para mantener estable la enfermedad y evitar un rebrote. En agosto de 2009, una mujer de 24 años falleció de listeriosis en la Región del Maule, aunque las autoridades dijeron que era un caso aislado y que no tenía conexión con el brote del primer semestre de ese año.

Para hablar de rebrote tenemos que tener varios casos asociados a un mismo tipo de listeria. Las listerias tienen diferenciación genética [...], sin embargo, no tenemos casos en la misma zona o aledaños en que podamos decir que corresponden a un nuevo brote, no nos parece, pero por supuesto estamos expectantes y vigilantes.
Lorena Rodríguez, jefa del Departamento de Alimentación y Nutrición del Ministerio de Salud.

## Efectos

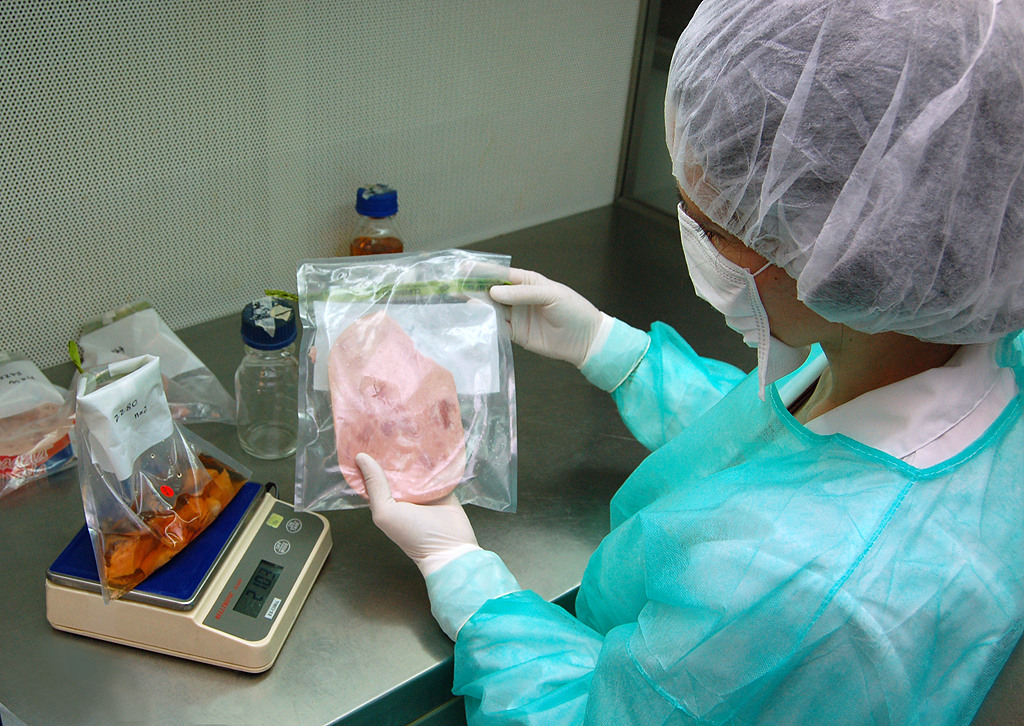
Detección de listeria en la Universidad Católica de Chile.

El brote de listeriosis reveló la necesidad de implementar en Chile un criterio microbiológico oficial para la vigilancia de esta bacteria. El Ministerio de Salud presentó un documento con su propuesta, elaborada por su Departamento de Alimentos y Nutrición, en el subcomité de higiene de los alimentos del Codex Alimentarius, que sometió a consulta pública en su sitio web. Dicho documento sería la base para un decreto que instaurase la «tolerancia cero» para la enfermedad en tres tipos de productos; los alimentos listos para consumir (cecinas, quesos), los alimentos para niños (leche) y los alimentos de uso médico.
Asimismo, desde 2008 la literatura científica local sobre la enfermedad aumentó notablemente en respuesta al crecimiento sorpresivo de los casos de listeriosis en centros de salud privada y pública. Aprovechando la coyuntura, científicos del Instituto de Ciencia y Tecnología de los Alimentos (Icytal), que pertenece a la Facultad de Ciencias Agrarias de la Universidad Austral en Valdivia, desarrollaron un spray que inhibe la bacteria y que presentaron más tarde en la Feria World Best Technologies 2009 en Estados Unidos.
Otro efecto colateral al brote fue la disminución que se registró en las ventas de quesos, lo que fue llamado por la prensa «efecto Chevrita», en referencia a la empresa donde se identificó el brote de la «cepa 009», y de cecinas, tras el brote de la «cepa 001» en la empresa Doñihue ocurrido durante 2009.

## Medidas de prevención
El Gobierno de Chile elaboró una serie de recomendaciones y medidas de prevención para evitar que los habitantes del país contrajeran la enfermedad, destacando medidas especiales para los grupos de riesgo, tales como embarazadas, niños, inmunosupresores, adultos mayores y pacientes de enfermedades crónicas. Estas medidas fueron:
- No consumir:
  - Pescados y carnes crudas o cocidos parcialmente.
  - Productos lácteos provenientes de empresas no autorizadas.
  - Quesos blandos (brie, camembert y azules).
  - Salchichas sin hervir.
  - Cecinas para untar (paté o pastas de carne o jamón).
  - Verduras sin lavar, incluso si son empaquetadas.
  - Alimentos preparados para servir.
  - Jamón y queso laminado.

También se establecieron medidas de higiene básicas para el común de la población:
- Lavar manos antes y después de manipular alimentos.
- Lavar superficies y utensilios de cocina que han estado en contacto con alimentos de riesgo.
- Evitar la contaminación cruzada, es decir, separar los alimentos crudos de los cocidos.
- Consumir productos lácteos y derivados que se encuentren pasteurizados.
- Lavar verduras y frutas sin excepción.
- Consumir carnes y pescados bien cocidos.
- Calentar los alimentos en el horno de microondas no elimina la bacteria.
- Limpiar el refrigerador constantemente.
- Adquirir productos en lugares autorizados.

## Estadísticas

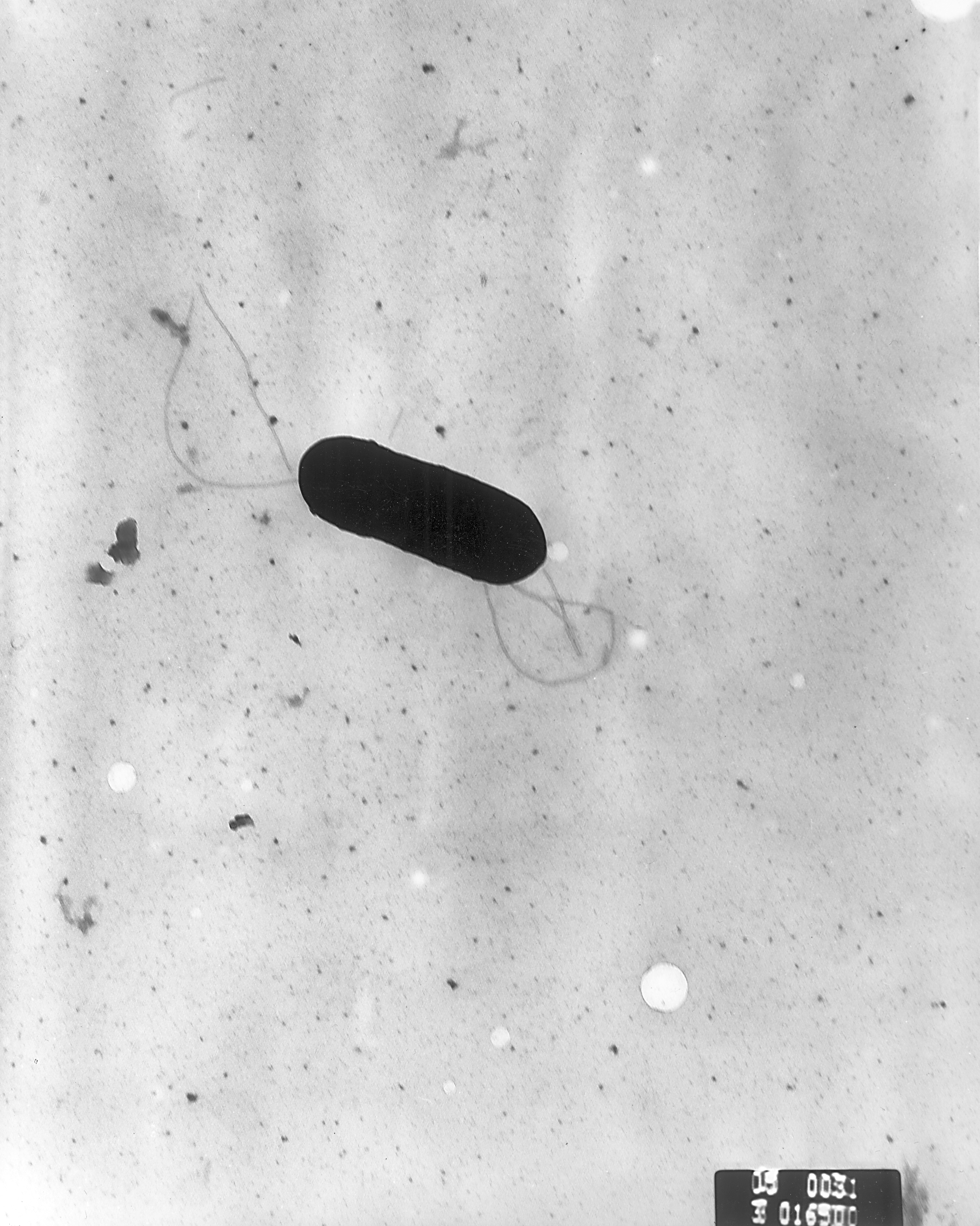
Imagen de Listeria monocytogenes.

Desglose de casos de listeriosis notificados por el Ministerio de Salud de Chile en cada región del país. Los datos del año 2009 incluyen todos los casos conocidos hasta el día 25 de agosto.
| Región             | Casos | Casos | Casos | Muertes | Muertes | Muertes |
| Región             | 2008  | 2009  | Total | 2008    | 2009    | Total   |
| ------------------ | ----- | ----- | ----- | ------- | ------- | ------- |
| Arica y Parinacota | -     | 0     | 0     | -       | 0       | 0       |
| Tarapacá           | -     | 0     | 0     | -       | 0       | 0       |
| Antofagasta        | -     | 0     | 0     | -       | 0       | 0       |
| Atacama            | -     | 0     | 0     | -       | 0       | 0       |
| Coquimbo           | -     | 0     | 0     | -       | 0       | 0       |
| Valparaíso         | -     | 7     | 7     | -       | 2       | 2       |
| Metropolitana      | 119   | 28    | 147   | 7       | 5       | 12      |
| O'Higgins          | -     | 3     | 3     | -       | 1       | 1       |
| Maule              | -     | 2     | 2     | -       | 1       | 1       |
| Biobío             | -     | 1     | 1     | -       | 0       | 0       |
| La Araucanía       | -     | 2     | 2     | -       | 0       | 0       |
| Los Ríos           | -     | 0     | 0     | -       | 0       | 0       |
| Los Lagos          | -     | 2     | 2     | -       | 0       | 0       |
| Aysén              | -     | 0     | 0     | -       | 0       | 0       |
| Magallanes         | -     | 0     | 0     | -       | 0       | 0       |
| Total nacional     | 119   | 45    | 164   | 7       | 9       | 16      |